# Nostrifikace při vzniku Československa
Po řadě válek nastává doba nového uspořádání Evropy a do popředí se dostává jako jedna ze zásadních otázek  určení kterému státu co patří, kdo bude dále vše řídit, kdo bude vydávat zákony, kdo bude vybírat daně. Po válce vzniklo sedm, převážně národnostních států, Německo ztratilo svoji dominantní pozici. Změnily se politické, sociální a hospodářské poměry. Po prvé světové válce zaniká Rakousko Uhersko a vznik Československa vyvolává potřebu řady společenských změn. Jednou z důležitých změn je nové uspořádání hospodářských poměrů. Při nich sehrála význačnou roli nostrifikace, tedy převzetí správy. Byl to jeden z důležitých kroků, který řešil právní stránku jedné z těchto změn při její realizaci. Samotný jejich průběh i přes řadu vážných problémů byl bez vážnějších problémů.

## Vznik Československa
Na konci 1. světové války došlo ke kolapsu Rakouska-Uherska. Dne 14. října 1914 vyhlásily v Paříží západními mocnostmi uznání Prozatímní československé vlády a 28. října vydal Národní výbor, který vznikl 13. července 1918, první zákon - Zákon o zřízení samostatného Československého státu, což lze pokládat za počátek revoluce. Od tohoto data dochází v nově vzniklém Československu postupně ke vzniku nových politických institucí. Fungování státu se začalo řídit novou Prozatímní ústavou. Dne14. listopadu se poprvé sešlo národní shromáždění a byl oznámen konec vlády Habsburské monarchie v českých zemích a vyhlášena československá republika, vzniklo revoluční národní shromáždění, nejvyšší zastupitelský a zákonodárný orgán v době vzniku. Aklamací byl zvolen president Tomáš Garrigue Masaryk a do čela první vlády byl zvolen Karel Kramář. Následně se dne 15.června 1919 konaly volby do zastupitelstev obcí a dne 29. února 1920 přijalo Národní shromáždění první ústavou československé republiky a po ní následovaly volby, nejprve v neděli 18. dubna 1920 do parlamentu Československé republiky a následně 25. dubna 1920 do senátu. Těmito akty byly dokončeny základní revoluční kroky vzniku Československé republiky. Velký společenský vliv sehrála pozemková reforma, která zásadně změnila celospolečenské poměry. Došlo také k řadě organizačních změn. K 1. lednu 1922 a byla posílena pozice Prahy jako hlavního města zákonem o vytvoření Hlavního města (Velké Prahy).

## Hospodářské poměry při zahájení nostrifikace
Před 1. světovou válkou vrcholí podivuhodný pokrok 19. století. V té době lze Československo zařadit mezi středně vyvinuté země. Národní důchod byl v Předlitavsku 452 USD, což bylo méně než v Německu s 761 USD, ale více než v Itálii s 328 USD nebo v Rusku s 306 USD. Před samotným hodnocením nostrifikace v Československu je třeba přihlédnout k celkové hospodářské situaci v Rakousku Uhersku. Podstatný rozdíl je mezi tzv. Předlitavskem a Zalitavskem. V Předlitavsku byly Čechy, Morava a Slezsko, které se po 1.světové válce staly součástí Československa a dále zde bylo dalších 15 zemí. Mimo zemí, které se staly součástí Československa měly v Rakousku podstatný vliv Dolní Rakousy (Niederösterreich) do kterých spadala i Vídeň, která byla jako samostatná vyčleněna až v roce 1986. Význam Českých zemí je zřejmý v porovnání s Dolním Rakouskem. V Českých zemích v roce 1914 žilo 36,6% obyvatelů mocnářství, zatím co v Dolních Rakousích zhruba 1/3, tedy pouze 12,4%. Při srovnatelném podílu přímých daní je podstatný rozdíl ve spotřebních daních, v Českých zemích dosahuje tento podíl 63,3%, zatím co v Dolním Rakousku je pouze 13,3%. Nevyváženost poměrů byla zřejmá z bankovnictví. Dvaadvacet německých bank mělo 71,4% bankovního kapitálu, zatím co třináct českých bank mělo jen 13,3% bankovního kapitálu.

## První roky
S vyhlášením republiky bylo třeba přesunout vše podstatné do Prahy, která se stala hlavním městem republiky a převést tam rozhodující instituce z Vídně, případně z Budapešti. Nejrychleji reagovaly banky, které se musely vypořádat s měnovou reformou, která proběhla v únoru a březnu roku 1919. Po vytvoření Československé republiky zaujala při těchto změnách klíčové místo Živnostenská banka. Její expanzi výrazně napomohl nostrifikační zákon, který přinutil akciové společnosti, aby převedly svá sídla na území nového státu, kde měly své továrny a závody. Živnostenská banka odkoupila větší množství průmyslových firem, které původně vlastnily německé a rakouské společnosti. Proti ostatním bankám působícím v té době v Československu byla její kapitálová síla i velikost bilance výrazně větší. Banka značně změnila strategii a začala poskytovat úvěry velkým průmyslovým společnostem. Již před vypuknutím války měla Živnostenská banka 1068 zaměstnanců, 11 poboček v Čechách a na Moravě a pobočky ve Vídni, Krakově, Lvově a Terstu. V té době spravovala téměř třetinu veškerého kapitálu v českém bankovnictví. Banka profitovala ze situace a založila v roce 1922, aby podpořila svoji politiku, i svoji pobočku v Londýně. Banka podporovala fúze celé řady velkých českých průmyslových korporací (například vytvoření strojírenského kolosu ČKD) a systematicky budovala své průmyslové impérium. Jako nejsilnější banka v předválečném Československu na vrcholu své slávy v roce 1929 ovládala 66 průmyslových podniků.
Po skončení války a vzniku Československa v roce 1918 řada firem ztratila velkou část svých odbytišť a hrozil jím reálný krach. To vyvolávalo také potřebu zejména u velkých firem spojit se s cizím kapitálem. Příkladem řešení je firma Škoda, kterou od krachu zachránil kapitálový vstup francouzské zbrojovky Schneider, který také pomohl s nalezením nového pole působnosti v těžkém strojírenství a výrobě dopravní techniky. Podnik rozšířil svůj záběr o výrobu lokomotiv, automobilů, zařízení pro lodě aj. Tyto kroky byly úspěšné a tak firma koncem 20. let zaměstnávala v několika závodech a dceřiných společnostech více než 35 tisíc pracovníků.

## Průběh nostrifikace
Po vyhlášením samostatnosti dne 28. října 1918 se zcela změnily hospodářské poměry. České země představovaly 70 - 75% průmyslového potenciálu Předlitavska a Československo se podílelo 60% na potenciálu celé habsburské říše. Proto první změnou byla měnová reforma 1919. Po uzavření hranic v noci z 25. na 26. února došlo následně ve dnech od 3. do 9. března k okolkování většiny rakousko-uherských bankovek nalézajících se na území ČSR a namísto rakousko-uherské koruny byla zavedena koruna československá. Tím se postupně podařilo zastavit inflaci, která dle údajů ČNB na 1. světové válce dosahovala 70%.
Jedním z hlavních kroků bylo přestěhování vedení firem, které působily v Československu z Vídně a Budapešti na území Československa. Za hlavní úkol bylo pokládáno samotné převedení hospodářského vedení akciových společností a společností s ručením omezeným do tuzemska, kde měly provozovny nebo jejich rozhodující části. Převod hospodářských vedení na území bývalé monarchie, která byla zejména ve Vídni nebo v Budapešti byl přijat i v dalších nástupnických státech – Rumunsku, Polsku nebo Jugoslávii. Nostrifikační komise byla ustanovena v roce 1919. Vládní nařízení č. 522/1919 Sb. z. a n., dávalo ministru veřejných prací možnost nařídit nad dotčeným podnikem nucenou správu. V roce 1920 pak Československá republika vydala zákon č. 12/1920 Sb., který umožnil úředně nařídit, aby se zahraniční sídla a hospodářská vedení podniků působících na území Československa přesunula na území republiky. Tento Zákon o podnicích, které mají sídlo mimo území československého státu je nazýván Nostrifikačním. Šlo o jeden z prostředků posílení hospodářské samostatnosti nového státu a ochrany zájmů československého státu. .
Nostrifikace průmyslových podniků probíhala od počátku rychle. Byla vytvořena komise, která posuzovala jednotlivé případy. K zahájení její činnosti došlo v roce 1920, kdy byly prověřeny první 4 případy nostrifikace. V roce 1921 byla nostrifikace provedena již v 87 případech, přitom například 8. ledna 1921 bylo prověřeno 14 případů a 14. únoru 16 případů. Do jara roku 1921 bylo již nostrifikováno 102 průmyslových podniků. V roce 1924 byla provedena nostrifikace ve 133 případech, avšak zejména na Slovensku tento proces ještě nebyl dokončen. Rychlejší průběh v českých zemích umožnila smlouva s Rakouskem uzavřená v roce 1921, zatím co obdobná smlouva s Maďarskem byla uzavřena až v roce 1927. V roce 1928 byla již nostrifikace z podstatné části ukončena. Přerozdělením proběhla nostrifikace u 180 podniků a rozdělením proběhla nostrifikace u 51 podniku. V některých případech společně s rozdělením podniků musel být i zvýšen základní kapitál společností. Práce probíhaly ve spolupráci s obchodními komorami jak je vidět z přehledu obchodních firem (bez Zakarpatské Ukrajiny)
| obchodní komora | podniky |
| pražská         | 143     |
| chebská         | 98      |
| budějovická     | 17      |
| brněnská        | 22      |
| opavská         | 37      |
| bánskobystrická | 30      |
| košická         | 11      |
| bratislavská    | 23      |
| celkem          | 381     |

Z tohoto přehledu je zřejmé, že rozhodující část nostrifikovaných podniků byla v Praze a chebské obchodní komoře, zatím co situace na Slovensku byla značně odlišná.

## Nostrifikace a Slovensko
Po válce došlo ke sloučení dvou zcela odlišných teritorií. Zejména v prvních dvou poválečných letech zde byly dvě odlišná území, která spojovala jen jednotná měna a celní unie. Při vzniku Československa došlo ke spojení různých zemí. Češi (Čechy, Morava a Slezsko) v Předlitavské části Rakouska Uherska navázaly na svoji historii. V Zalitavsku byl historický vývoj odlišný a tak snaha o spojenectví bylo výsledkem jiné historie. Československo mělo při svém vzniku počet obyvatelstva v jednotlivých oblastech rozdílný. Tyto rozdíly se projevují jak v podílu placených daní a poplatků, tak i v průměrné dani na obyvatele.
| Země             | obyvatestvo | % podíl     | daně a poplatky | % podíl         | daň na obyvatele |
|                  | roku 1921   | oyvatelstva | roku 1922       | daní a poplatků |                  |
| Čechy            | 6 670 582   | 49,0        | 4 252           | 64,1            | 637              |
| Morava           | 2 662 884   | 19,6        | 1 217           | 18,3            | 457              |
| Slezko           | 672 268     | 4,9         | 280             | 4,2             | 417              |
| Slovensko        | 3 000 870   | 22,0        | 832             | 12,5            | 277              |
| Podkarpatská Rus | 606 568     | 4,5         | 56              | 0,8             | 92               |
| Českoslovansko   | 13 613 172  | 100,0       | 6 637           | 100,0           | 488              |

Zejména na počátku se uplatňovala zásada, že tam kde se platí daně se také vynakládají finanční prostředky a tak integrace probíhala se značnými problémy. Na Slovensku probíhala poválečná nostrifikace pomaleji, neboť spojení předcházel rozdílný historický proces. Slovensko a Podkarpatská Rus byly součástí Zalitavska a jejich spojení s českými zeměmi při vzniku republiky nenavazovalo na historické události, ale byla to nová skutečnost. Problémy po 1. světové válce byly na Slovensku ukončeny teprve až přijetím Trianonské mírové smlouvy mezi Maďarskem a většinou států Dohody, která byla podepsána 4. června 1920 a vstoupila v účinnost 26. července 1921. Teprve tato smlouva ukončila válečný stav, který začal v důsledku první světové války roku 1914. Maďarsko touto smlouvou uznalo československou nezávislost a suverenitu v oblastech bývalého severního Maďarska (Slovenska a Podkarpatské Rusi) a zavázalo se uhradit Československu válečné reparace. Tento stav je také patrný v průběhu nostrifikačních kroků na Slovensku. Samotná smlouva, která s Maďarskem řešila problematiku nostrifikace (obdobně jako s Rakouskem) byla uzavřena až v roce 1927

## Právní stránka nostrifikace
Při hodnocení postupu nostrifikace nelze opomenout právní stránku. V roce vzniku Československa bylo postupováno podle zákona o akciových společnostech realizovaného ministerským nařízením od roku 1899 a nazvaným Akciový regulativ. Společnosti s ručením omezeným se řídily podle zákona č. 58/1906 ř. z. o společnostech s ručením omezeným, který byl přijat 6. března 1906. Předmětem samotné nostrifikace byly akciové společnosti. Rakouská strana uznala československou právní úpravu nostrifikace a bylo dohodnuto, že majetkové převody budou provedeny na základě účetních cen a nebudou uplatňovány žádné daně a žádné převodní poplatky. Maďarská strana problematiku nostrifikace smluvně uznala až v roce 1927Tato uznání usnadnily celkový postup, neboť byly vhodné zejména v případech kdy docházelo při nostrifikaci k rozdělení společnosti.